# Station Langwedel
Station Langwedel (Bahnhof Langwedel) is een spoorwegstation in de Duitse plaats Langwedel, in de deelstaat Nedersaksen. Het station ligt aan de spoorlijn Wunstorf - Bremerhaven en de spoorlijn Uelzen - Langwedel. Op het station stoppen naast Regionalbahntreinen ook treinen van de Regio-S-Bahn van Bremen en Nedersaksen. Het station telt drie perronsporen, waarvan twee aan een eilandperron.

## Treinverbindingen
De volgende treinseries doen station Langwedel aan:
| Serie | Treinsoort                  | Route                                                                            | Bijzonderheden                            |
| ----- | --------------------------- | -------------------------------------------------------------------------------- | ----------------------------------------- |
| RB 37 | Regionalbahn (Erixx)        | Bremen Hbf – Langwedel – Soltau (Han) – Uelzen                                   | Rijdt eenmaal per twee uur                |
| RS1   | Regio-S-Bahn (NordWestBahn) | Bremen-Farge – Bremen-Vegesack – Bremen Hbf – Achim – Langwedel – Verden (Aller) | Extra spitsritten tussen Vegesack en Hbf. |